# لبنان (نيويورك)
لبنان (بالإنجليزية: Lebanon, New York)‏ هي بلدة أمريكية تقع في الولايات المتحدة في مقاطعة ماديسون، نيويورك. يقدر عدد سكانها بـ 1,332 نسمة ومساحتها 113.1 كم2 وترتفع عن سطح البحر 411 متر.